# قائمة اللغات التركية
اللغات التركية هي عائلة لغات تضم ما لا يقل عن 35 إلى 40 لغة، يتحدث بها حوالي 200 مليون شخص كلغة أم. تنتشر هذه العائلة اللغوية على مساحة جغرافية واسعة تمتد من أوروبا الشرقية والبحر الأبيض المتوسط، مرورًا بـآسيا الوسطى ووصولًا إلى سيبيريا وشمال شرق الصين.
تُعتبر اللغة التركية (المستخدمة في تركيا) اللغة الأكثر انتشارًا في هذه العائلة من حيث عدد المتحدثين. تتميز اللغات التركية بخصائص لغوية مشتركة، أبرزها انسجام المصوتات، والطبيعة الإلصاقية (agglutination)، وغياب الجنس النحوي.

## التصنيف
يقسم علماء اللغة عمومًا عائلة اللغات التركية إلى فرعين رئيسيين: الأوغورية (Oghuric)، والتي لا يمثلها اليوم سوى اللغة التشوفاشية، والتركية العامة (Common Turkic)، التي تضم جميع اللغات التركية الأخرى. تنقسم التركية العامة بدورها إلى عدة فروع جغرافية ولغوية.

## قائمة اللغات التركية
فيما يلي جدول يوضح اللغات التركية الحية الرئيسية، وتصنيفها، وعدد المتحدثين التقريبي، ومناطق انتشارها الرئيسية.
| اللغة              | الفرع                         | عدد المتحدثين (تقريبي) | مناطق الانتشار الرئيسية                        | الوضع الرسمي          | الأبجدية المستخدمة                |
| ------------------ | ----------------------------- | ---------------------- | ---------------------------------------------- | --------------------- | --------------------------------- |
| اللغة التشوفاشية   | الأوغورية                     | 1 مليون                | تشوفاشيا (روسيا)                               | رسمي في تشوفاشيا      | السيريلية                         |
| اللغة التركية      | الأوغوزية (الجنوبية الغربية)  | 88 مليون               | تركيا، قبرص الشمالية، البلقان، ألمانيا         | رسمي في تركيا وقبرص   | اللاتينية                         |
| اللغة الأذرية      | الأوغوزية (الجنوبية الغربية)  | 30 مليون               | أذربيجان، إيران                                | رسمي في أذربيجان      | اللاتينية                         |
| اللغة التركمانية   | الأوغوزية (الجنوبية الغربية)  | 7 مليون                | تركمانستان، إيران، أفغانستان                   | رسمي في تركمانستان    | العربية ثم اللاتينية ثم السيريلية |
| لغة القاشقاي       | الأوغوزية (الجنوبية الغربية)  | 1.5 مليون              | إيران (محافظة فارس)                            | لغة أقلية             | عربية-فارسية أو لاتينية           |
| اللغة الغاغازية    | الأوغوزية (الجنوبية الغربية)  | ,.                     | غاغاوزيا (مولدوفا)، أوكرانيا                   | رسمي في غاغاوزيا      |                                   |
| لغة سالار          | الأوغوزية (الجنوبية الغربية)  | 70,000                 | الصين (تشينغهاي، قانسو)                        | لغة أقلية             |                                   |
| اللغة القازاقية    | القبجاقية (الشمالية الغربية)  | 17 مليون               | كازاخستان، الصين، منغوليا                      | رسمي في كازاخستان     | سيريلية                           |
| اللغة التتارية     | القبجاقية (الشمالية الغربية)  | 5.2 مليون              | تتارستان (روسيا) والمناطق المجاورة             | رسمي في تتارستان      | سيريلية                           |
| اللغة القرغيزية    | القبجاقية (الشمالية الغربية)  | 5 مليون                | قيرغيزستان                                     | رسمي في قيرغيزستان    | سيريلية                           |
| لغة باشقير         | القبجاقية (الشمالية الغربية)  | 1.2 مليون              | باشقورستان (روسيا)                             | رسمي في باشقورستان    | سيريلية                           |
| لغة القراقلبقية    | القبجاقية (الشمالية الغربية)  | 900,000                | قرقل باغستان (أوزبكستان)                       | رسمي في قرقل باغستان  | سيريلية                           |
| لغة تتار القرم     | القبجاقية (الشمالية الغربية)  | 600,000                | القرم (أوكرانيا)، تركيا، أوزبكستان             | رسمي في القرم         | سيريلية                           |
| لغة القوموقية      | القبجاقية (الشمالية الغربية)  | 450,000                | داغستان (روسيا)                                | لغة رسمية محلية       | سيريلية                           |
| لغة القراçay-بلقار | القبجاقية (الشمالية الغربية)  | 310,000                | قراتشاي - تشيركيسيا وقبردينو - بلقاريا (روسيا) | لغات رسمية محلية      | سيريلية                           |
| لغة نوغاي          | القبجاقية (الشمالية الغربية)  | 90,000                 | داغستان وقراتشاي - تشيركيسيا (روسيا)           | لغة رسمية محلية       | سيريلية                           |
| اللغة الأوزبكية    | القارلوقية (الجنوبية الشرقية) | 34 مليون               | أوزبكستان، أفغانستان، طاجيكستان                | رسمي في أوزبكستان     | سيريلية                           |
| اللغة الأويغورية   | القارلوقية (الجنوبية الشرقية) | 10 مليون               | سنجان (الصين)                                  | لغة رسمية محلية       | العربية                           |
| لغة إيلي التركية   | القارلوقية (الجنوبية الشرقية) | 120                    | سنجان (الصين)                                  | مهددة بالانقراض       | العربية                           |
| اللغة الياقوتية    | السيبيرية (الشمالية الشرقية)  | 450,000                | ياقوتيا (روسيا)                                | رسمي في ياقوتيا       |                                   |
| اللغة التوفية      | السيبيرية (الشمالية الشرقية)  | 300,000                | توفا (روسيا)                                   | رسمي في توفا          |                                   |
| لغة ألطاي          | السيبيرية (الشمالية الشرقية)  | 60,000                 | جمهورية ألطاي (روسيا)                          | رسمي في جمهورية ألطاي |                                   |
| لغة الخاكاس        | السيبيرية (الشمالية الشرقية)  | 40,000                 | خقاسيا (روسيا)                                 | رسمي في خقاسيا        |                                   |
| لغة دولغان         | السيبيرية (الشمالية الشرقية)  | 1,000                  | سيبيريا (روسيا)                                | لغة أقلية             |                                   |
| لغة الشور          | السيبيرية (الشمالية الشرقية)  | 2,800                  | سيبيريا (روسيا)                                | لغة أقلية             |                                   |

- لغات تاريخية منقرضة: تشمل اللغة التركية القديمة، اللغة الجغتائية، اللغة الخزرية، ولغة بلغار.